# Mišo Smajlović
Mišo Smajlović (ur. 28 października 1938 w Sarajewie) – bośniacki trener piłkarski i były jugosłowiański piłkarz grający na pozycji napastnika.

## Kariera
W 1958 roku dołączył do zespołu Željezničara Sarajewo, w którym na przestrzeni dziewięciu sezonów rozegrał 166 meczów ligowych, strzelając przy tym 88 goli. W sezonie 1962/63 z dorobkiem 18 bramek został królem strzelców ligi jugosłowiańskiej. W trakcie swojej kariery grał także w barwach takich klubów jak Standard Liège (sezon 1967/68), Olimpija Lublana (sezon 1968/69) i NK Čelik Zenica (sezony 1969/70 i 1970/71).
W reprezentacji Jugosławii debiutował 19 czerwca 1963 roku w rozegranym w Belgradzie meczu przeciwko Szwecji (0:0). Łącznie w kadrze narodowej zagrał 4 razy, zdobywając 1 bramkę w meczu wyjazdowym przeciwko Rumunii (2-1).
Po zakończeniu w 1971 roku kariery piłkarskiej, Smajlović zaczął pracować jako trener. W latach 1975–77 prowadził drużynę FK Rudar Kakanj w ramach rozgrywek ligi republikańskiej Bośni i Hercegowiny. W latach 1978–82 był jednym z trenerów Željezničara. W 1988 roku przyjął propozycję z Kanady i objął stery nad zespołem Toronto Croatia. Po powrocie do Europy jeszcze kilkukrotnie obejmował stanowisko trenera w Željezničarze. Kilka lat po rozpadzie Jugosławii i powstaniu niepodległej Bośni i Hercegowiny, Smajlović poprowadził reprezentację BiH w eliminacjach do Mistrzostw Świata w Piłce Nożnej 2002. Po nieudanych kwalifikacjach przeszedł na emeryturę w 2002 roku.